# Acadèmia del Marquès de Villatorques
Aquesta acadèmia va sorgir a la ciutat de València l'any 1690. La primera sessió de l'Acadèmia del Marquès de Villatorques, també coneguda com de La Nostra Senyora dels Desemparats-Sant Francesc Xavier, va tenir lloc a casa d'en Josep de Castellví i Alagó, marquès de Villatorques, però després ho va fer a casa del III comte de l'Alcúdia, en Baltasar Escrivà d'Íxar Monsoriu, fill de l'erudit valencià Onofre Vicent Escrivà d'Íxer i de Montpalau. Aquesta Acadèmia s'inscriu en l'ambient preil·lustrat de finals del segle xvii, en el context dels anomenats "novatores".

## Organització
Fou presidida durant els dos primers períodes per Josep Ortí i Moles, i ja des de finals de l'any 1691, pel mateix en Baltasar Escrivà d'Íxer. S'estructurà en cinc grans àrees temàtiques: política (àrea exercida per Baltasar Escrivà d'Íxer), matemàtiques, poesia, música i dansa.
Aquesta institució era, en essència, continuïtat de l'anterior Acadèmia de València, i sobretot, de l'Acadèmia Matemàtica de Baltasar Íñigo; cal dir que ambdues darreres suposaren un suport als estudis universitaris del seu temps. Tot plegat, l'Acadèmia del Marquès de Villatorques fou un exponent clar de la inquietud intel·lectual de finals del segle xvii. Per això, paral·lelament a la Universitat, els acadèmics acabaren celebrant les sessions en casa del comte de l'Alcúdia, ja que posseïa una gran biblioteca. La preocupació pel vessant científic anà acompanyada d'una vessant lúdica i de celebracions extraordinàries.